# Последний коммунист (фильм)
«Последний коммунист» (малайск. Lelaki Komunis Terakhir) — документальный биографический фильм 2006 года режиссёра Амира Мухаммада. Продолжением темы является фильм «Village People Radio Show».

## Сюжет
Фильм рассказывает о судьбе председателя Коммунистической партии Малайи Чин Пена, пошедшего на открытый военный конфликт с силами британского Содружества наций и жившего затем в изгнании в Таиланде. История его жизни излагается не его словами, а с помощью интервью с уличными торговцами, работниками плантаций и жителями городов, в которых жил Чин Пен с рождения до начала борьбы за национальную независимость. Всё это перемежается специально сочинёнными песнями под визуальное сопровождение в виде старомодных пропагандистских фильмов.

## Прокат
Мировая премьера фильма состоялась в феврале 2006 года на 56-м Берлинском кинофестивале, затем он стал первым малайзийским фильмом, показанным на Кинофестивале Сандэнс, после чего вошёл в программы разных международных кинофестивалей. В самой Малайзии фильм был запрещён к показу, а владение им стало караться по закону. Вместе с тем, с ним можно ознакомиться на YouTube.